# Bisbat de Kibungo
L'Bisbat de Kibungo  (francès: Diocèse de Kibungo; llatí: Dioecesis Kibungensis) és un bisbat de l'Església catòlica pertanyent a Ruanda, sufragani de l'arquebisbat de Kigali. El 2012 comptava 432.359 batejats sobre 1.056.976 habitants. Antoine Kambanda n'era el bisbe fins a novembre 2018.

## Territori
La diòcesi comprèn els districtes de Kayonza, Kirehe, Ngoma i Rwamagana de la nova província de l'Est de Ruanda. La seu episcopal es troba a Kibungo, on s'hi troba la catedral de Saint-Pierre. El territori s'estén sobre 2.670 km² i es divideix en 13 parròquies.

## Història
La diòcesi fou erigida el 5 de setembre de 1968 amb la butlla Ecclesiam sanctam del papa Joan XXIII, arrabassant-li el territori a l'arxidiòcesi de Kabgayi (avui diòcesi). El 5 de novembre de 1981 ha cedit una porció del seu territori per l'erecció del nou bisbat de Byumba.
Bisbes des de 1968:
- Joseph Sibomana † (5 setembre 1968 - 30 març 1992 retirat)
- Frédéric Rubwejanga (30 març 1992 - 28 agost 2007 retirat)
- Kizito Bahujimihigo (28 agost 2007 - 29 gener 2010 dimitit)
  - Seu vacant (2010-2013)
- Antoine Kambanda, 7 de maig de 2013 - 19 de novembre de 2018

## Estadístiques
El 2006, la diòcesi tenia 402.359 batejats sobre una població de 1.056.976 persones, equivalent al 38,1 % del total.
| any  | població | població  | població | sacerdots | sacerdots       | sacerdots       | sacerdots             | diàques | religiosos | religiosos | parroquies |
| ---- | -------- | --------- | -------- | --------- | --------------- | --------------- | --------------------- | ------- | ---------- | ---------- | ---------- |
| any  | batejats | total     | %        | total     | clergat secular | clergat regular | batejats por sacerdot | diàques | homes      | dones      |            |
| 1969 | 131.731  | 317.650   | 41,5     | 21        | 17              | 4               | 6.272                 |         | 22         | 54         | 7          |
| 1980 | 166.846  | 400.000   | 41,7     | 34        | 21              | 13              | 4.907                 |         | 31         | 49         | 11         |
| 1990 | 223.315  | 495.090   | 45,1     | 33        | 27              | 6               | 6.767                 |         | 23         | 57         | 11         |
| 1999 | 334.142  | 839.968   | 39,8     | 50        | 41              | 9               | 6.682                 |         | 9          | 90         | 11         |
| 2000 | 345.935  | 858.397   | 40,3     | 49        | 42              | 7               | 7.059                 | 2       | 7          | 99         | 11         |
| 2002 | 367.406  | 933.266   | 39,4     | 36        | 36              |                 | 10.205                | 2       | 5          | 100        | 12         |
| 2003 | 376.503  | 934.643   | 40,3     | 38        | 38              |                 | 9.907                 | 2       | 5          | 93         | 12         |
| 2004 | 398.700  | 935.809   | 42,6     | 39        | 39              |                 | 10.223                |         | 6          | 93         | 12         |
| 2006 | 412.148  | 937.106   | 44,0     | 35        | 35              |                 | 11.775                |         | 6          | 95         | 12         |
| 2013 | 402.359  | 1.056.976 | 38,1     | 61        | 61              |                 | 6.596                 |         | 5          | 133        | 13         |